# Agrilus nubeculosus
Agrilus nubeculosus é uma espécie de inseto do género Agrilus, família Buprestidae, ordem Coleoptera.
Foi descrita cientificamente por Fairmaire, em 1890.